# ماکسیمیلیان ویلهلم
ماکسیمیلیان ویلیام (آلمانی: Maximilian Wilhelm) از دودمان هانوور و از فیلد مارشال‌های آلمان بود.